# Баскетболист года конференции American Athletic
Баскетболист года конференции American Athletic (англ. American Athletic Conference Men's Basketball Player of the Year) — это ежегодная баскетбольная награда, вручаемая по результатам голосования лучшему баскетболисту среди студентов конференции American Athletic, входящей в первый дивизион NCAA. Конференция была сформирована перед сезоном 2013/2014 годов, после того как некоторые университеты вышли из оригинальной конференции Big East, чтобы организовать собственную конференцию. Шабазз Напьер стал первым обладателем этой награды в 2014 году.
Конференция American Athletic официально начала свою деятельность в 2013 году, и тогда в неё входило десять команд. В 2014 году в неё были включены Восточно-Каролинский университет, Тулейнский университет и университет Талсы, а в 2023 году в неё вошли университет Алабамы в Бирмингеме, Флоридский атлантический университет, университет Райса, университет Северной Каролины в Шарлотт, университет Северного Техаса и Техасский университет в Сан-Антонио. В остальные годы конференцию также покинули несколько команд, а в настоящее время в её состав входит тринадцать команд.
Лишь один игрок, Ник Мур, получал этот приз дважды. Также один игрок, Прешес Ачиува, становился лауреатом премии, будучи первокурсником. Два раза обладателями этой награды становились сразу два игрока (2021 и 2024). Чаще других обладателями этой номинации становились баскетболисты Южного методистского университета (4 раза), университета Цинциннати, Хьюстонского университета и Мемфисского университета (по 2 раза).

## Легенда
|           | Сообладатели награды |
| *         | Становились лауреатами Приза Джеймса Нейсмита (1969—) или Приза Джона Вудена (1977—), либо признавались баскетболистом года среди студентов по версии UPI (1955—1996), Helms Foundation (1905—1979), Associated Press (1961—) или NABC (1975—) |
| Игрок (X) | Количество титулов |

## Победители
| Сезон   | Игрок              | Фото | Университет                          | Позиция                                     | Год обучения | Примечания |
| ------- | ------------------ | ---- | ------------------------------------ | ------------------------------------------- | ------------ | ---------- |
| 2013/14 | Шабазз Напьер      |      | Коннектикутский университет          | Разыгрывающий защитник                      | Четвёртый    | [ 1 ]      |
| 2014/15 | Ник Мур            |      | Южный методистский университет       | Разыгрывающий защитник                      | Третий       | [ 2 ]      |
| 2015/16 | Ник Мур (2)        |      | Южный методистский университет       | Разыгрывающий защитник                      | Четвёртый    | [ 3 ]      |
| 2016/17 | Шеми Оджелей       |      | Южный методистский университет       | Тяжёлый форвард                             | Третий       | [ 4 ]      |
| 2017/18 | Гэри Кларк         |      | Университет Цинциннати               | Тяжёлый форвард                             | Четвёртый    | [ 5 ]      |
| 2018/19 | Джаррон Камберленд |      | Университет Цинциннати               | Атакующий защитник                          | Третий       | [ 6 ]      |
| 2019/20 | Прешес Ачиува      |      | Мемфисский университет               | Тяжёлый форвард                             | Первый       | [ 7 ]      |
| 2020/21 | Тайсон Этьен       |      | Уичитский университет                | Разыгрывающий защитник / Атакующий защитник | Второй       | [ 8 ]      |
| 2020/21 | Квентин Граймс     |      | Хьюстонский университет              | Атакующий защитник                          | Третий       | [ 8 ]      |
| 2021/22 | Кендрик Дэвис      |      | Южный методистский университет       | Разыгрывающий защитник                      | Четвёртый    | [ 9 ]      |
| 2022/23 | Маркус Сассер      |      | Хьюстонский университет              | Разыгрывающий защитник / Атакующий защитник | Четвёртый    | [ 10 ]     |
| 2023/24 | Джонелл Дэвис      |      | Флоридский атлантический университет | Разыгрывающий защитник / Атакующий защитник | Третий       | [ 11 ]     |
| 2023/24 | Крис Янгблуд       |      | Университет Южной Флориды            | Атакующий защитник                          | Четвёртый    | [ 11 ]     |
| 2024/25 | Пи Джей Хаггерти   |      | Мемфисский университет               | Атакующий защитник                          | Третий       | [ 12 ]     |